# Episodi di American Horror Stories (prima stagione)
La prima stagione della serie televisiva American Horror Stories, composta da sette episodi, è stata distribuita negli Stati Uniti d'America sul servizio di streaming on demand Hulu dal 15 luglio al 19 agosto 2021.
In Italia, la stagione è stata pubblicata su Disney+ dall'8 settembre al 20 ottobre 2021.
| nº | Titolo originale       | Titolo italiano             | Pubblicazione USA | Pubblicazione Italia |
| -- | ---------------------- | --------------------------- | ----------------- | -------------------- |
| 1  | Rubber(wo)Man Part One | Rubber(wo)Man               | 15 luglio 2021    | 8 settembre 2021     |
| 2  | Rubber(wo)Man Part Two | Rubber(wo)Man Seconda Parte | 15 luglio 2021    | 15 settembre 2021    |
| 3  | Drive In               | Drive In                    | 22 luglio 2021    | 22 settembre 2021    |
| 4  | The Naughty List       | La lista dei cattivi        | 29 luglio 2021    | 29 settembre 2021    |
| 5  | BA'AL                  | BA'AL                       | 5 agosto 2021     | 6 ottobre 2021       |
| 6  | Feral                  | Feroce                      | 12 agosto 2021    | 13 ottobre 2021      |
| 7  | Game Over              | Game Over                   | 19 agosto 2021    | 20 ottobre 2021      |

## Rubber(wo)Man
- Titolo originale: Rubber(wo)Man Part One
- Diretto da: Loni Peristere
- Scritto da: Ryan Murphy e Brad Falchuk

### Trama
A Los Angeles, un'adolescente di nome Scarlett si trasferisce alla Murder House insieme ai genitori Michael e Troy, intenzionati a ristrutturare la casa per poi rivenderla come sito di attrazioni per gli amanti del macabro. Dopo il loro trasferimento, il rapporto tra Scarlett e i genitori si tende quando i primi scoprono dei siti pornografici a tema violento visitati spesso dalla ragazza. Preoccupati per la sanità della figlia, Michael e Troy chiamano la terapista Andi Grant e durante una seduta rivelano che all'età di tre anni Scarlett venne rapita da una sconosciuta e scomparve per dieci giorni, esperienza che potrebbe averla traumatizzata portandola a ossessionarsi al dolore. La Grant invece crede che la traccia degli eventi brutali susseguitisi nella Murder House possano aver influenzato la psiche di Scarlett, ma Michael e Troy, essendo scettici riguardo l'esistenza dei fantasmi, non le credono. Mentre si appresta a lasciare la casa, la dottoressa viene attratta verso lo scantinato dai fantasmi dei gemelli Troy e Bryan e viene sgozzata da Rubber Man.
Dopo aver trovato la tuta di lattice di Rubber Man in un armadio della casa, Scarlett la indossa e si arma di coltello per fare uno scherzo ai genitori, finendo per ferire accidentalmente Troy. Finita in punizione, Scarlett scappa per andare ad un pigiama party tenuto dalle ragazze più popolari della sua scuola: Rowena, Erin, Nicole e Maya. Quest'ultima nell'ultimo periodo si è mostrata interessata a Scarlett, che a scuola normalmente preferisce non mostrare la sua omosessualità. Allettata dalla possibilità di perdere la sua verginità con Maya, Scarlett cede alle sue provocazioni e si apparta con lei in una stanza. Le due iniziano a baciarsi e Maya la incita a parlare della pornografia violenta che guarda. Scarlett si scioglie e descrive alcuni filmati da lei guardati: improvvisamente la sua migliore amica, Shanti, l'avverte via messaggio che la sua intera conversazione con Maya è stata filmata e mandata in live su Instagram. Distrutta dall'umiliazione subita, Scarlett scappa in lacrime mentre Maya e le altre continuano a filmarla ridendo.
Tornata a casa, trova i genitori che dormono profondamente, assopiti dallo Xanax. Scarlett chiama Maya minacciando di suicidarsi e dare loro la colpa a meno che non la raggiungano nello scantinato di casa sua. Maya e le sue amiche arrivano alla Murder House poco dopo e vengono spaventate nello scantinato dai fantasmi della dimora. Scarlett appare vestita da Rubber Woman e le pugnala tutte a morte. Il mattino dopo fa pace coi genitori, ignari di quanto accaduto nella notte. Il fantasma della Grant appare a Scarlett e cerca di farla ragionare sulle azioni appena commesse, ma la ragazza mostra di aver tratto benessere dall'omicidio delle coetanee.
- Cast: Matt Bomer (Michael Winslow), Gavin Creel (Troy Winslow), Sierra McCormick (Scarlett Winslow), Paris Jackson (Maya), Belissa Escobedo (Shanti), Merrin Dungey (Andi Grant), Selena Sloan (Erin), Ashley Martin Carter (Rowena), Valerie Loo (Nicole).

## Rubber(wo)Man Seconda Parte
- Titolo originale: Rubber(wo)Man Part Two
- Diretto da: Loni Peristere
- Scritto da: Brad Falchuk

### Trama
Scarlett si imbatte nel fantasma di Ruby, una sedicenne suicidatasi nella casa tempo prima. Le due ragazze, che hanno una sete di sangue comune, legano e mentre i mesi passano si innamorano. Ruby racconta a Scarlett di aver deciso di uccidersi dopo aver scoperto che i suoi genitori, che aveva sempre creduto essere morti quando lei era piccola, l'avevano in realtà scaricata ad uno sconosciuto, Tony, che finse di essere suo zio, da cui subì violenze per anni. Sperando di poter attirare i media se si fosse uccisa nella famosa Murder House, Ruby finì per divenirne un fantasma. Ruby cerca di convincere Scarlett a uccidersi così da poter restare con lei per sempre, ma l'altra non sembra essere d'accordo.
Michael comincia a percepire i fantasmi della casa e insiste con Troy sul vendere, ma quest’ultimo rimane deciso sul voler trasformare la casa in un'attrazione e chiama un appaltatore, Adam, per perfezionare le ristrutturazioni. Adam e il suo assistente trovano dietro un muro i cadaveri di Maya, Rowena, Erin e Nicole, nascosti lì da Scarlett. Non volendo perdere il guadagno, Adam uccide il suo assistente affinché non vada alla polizia ma viene ucciso anche lui immediatamente dopo da Rubber Man, proprio davanti a Troy e Michael; i due non riescono a scappare dalla casa e si rendono conto di essere già morti la sera prima, uccisi da Ruby in un tentativo di trattenere Scarlett nella casa.
La notte di Halloween, durante la quale i fantasmi possono uscire dalla casa, Scarlett e Ruby vanno ad una festa in maschera e vengono seguite dai fantasmi di Maya e delle sue amiche, desiderose di vendetta nei confronti di Scarlett. Scarlett fugge e aspetta il mattino per tornare alla casa con Ruby, alla quale confessa che, pur amandola, non vuole diventare una fantasma. Maya decide di perdonare Scarlett e Nicole crea un alibi perfetto per la ragazza per gli omicidi commessi, commissionando al suo fidanzato, incontrato alla festa in maschera, di andare alla polizia e accusare Ruby di tutto. Scarlett fa quindi le valigie e, salutati i suoi genitori e la sua ragazza, lascia la Murder House.
Dieci mesi dopo, i nuovi fantasmi raggiungono uno stato di convivenza pacifico tra loro. Scarlett rintraccia e uccide Tony per amore di Ruby e, con l'arrivo di un nuovo Halloween, si presenta sulla soglia della casa e può finalmente riabbracciare la sua ragazza.
- Cast: Matt Bomer (Michael Winslow), Gavin Creel (Troy Winslow), Sierra McCormick (Scarlett Winslow), Kaia Jordan Gerber (Ruby McDaniel), Paris Jackson (Maya), Belissa Escobedo (Shanti), Merrin Dungey (Andi Grant), Aaron Tveit (Adam), Selena Sloan (Erin), Ashley Martin Carter (Rowena), Valerie Loo (Nicole), Celia Finkelstein (Gladys).

## Drive In
- Titolo originale: Drive In
- Diretto da: Eduardo Sánchez
- Scritto da: Manny Coto

### Trama
Il liceale Chad cerca di perdere la propria verginità con la fidanzata Kelley, ma l'incertezza di lei gli rovina i piani. Per aiutarlo a sedurla meglio, gli amici Quinn e Milo consigliano a Chad di portarla ad un drive-in locale, lo Starlite, per una proiezione del film horror “Rabbit Rabbit”, una pellicola controversa proiettata per la prima volta nel 1986 e che secondo una leggenda urbana essendo maledetta fece impazzire gli spettatori e li spinse ad uccidersi l'un l'altro. Il gruppo di amici dunque si reca allo Starlite la sera dopo: Chad viene avvicinato da una donna, Ruth, che protesta disperatamente contro la distribuzione del film: la donna racconta di aver assistito alla proiezione del 1986 con il suo ragazzo, che impazzì e divorò un occhio di lei. Ruth implora Chad di impedire la proiezione ma il ragazzo non le crede. Nel frattempo, Kelley viene incoraggiata dal suo amico Dee ad avere un rapporto con Chad durante la proiezione.
Poco dopo, il film inizia e Chad e Kelley cominciano a baciarsi, ignorando lo schermo. Immediatamente tutti gli spettatori rimangono paralizzati, assumono un aspetto raccapricciante e perdono il senno, attaccandosi e divorandosi a vicenda: tra loro c’è anche Dee, che uccide Milo. Chad e Kelley guidano verso l'uscita ma vengono attaccati da un indemoniato Dee, che Kelley uccide schiantandolo contro un muro mentre guida. La coppia viene inseguita dalla folla mostruosa e si rifugia nella sala proiezioni, dove trova il corpo di Ruth e di un dipendente del drive-in, uccisi brutalmente dalla proiezionista Verna. Chad uccide Verna e interrompe la pellicola, per poi svenire.
Il ragazzo si risveglia qualche ora dopo e insieme a Kelley, armatasi di fucile, decide di rintracciare il regista di “Rabbit Rabbit” per impedire che il film venga distribuito altrove, essendo quella allo Starlite una copia della pellicola originale. I due escono dalla sala proiezioni e avvistano Quinn, anch’esso trasformato orribilmente dalla visione del film. Chad prova a farlo tornare in sé ma si trova obbligato invece a ucciderlo.
Lasciato il drive-in, ormai deserto e colmo di cadaveri, Chad e Kelley rintracciano la roulotte di Larry Bitterman, regista e creatore di “Rabbit Rabbit”: negli anni 80’, intenzionato a rivoluzionare il cinema e l'esperienza visiva, Bitterman studiò per trovare una perfetta combinazione di effetti visivi e sonori dediti a manipolare il cervello umano e la paura delle persone così da far sì che fosse il pubblico a vivere l'esperienza dell'horror in prima persona. Il film venne però ritirato dalle sale e tutte le copie vennero distrutte dopo il disastro dell'86’, per volere della second lady Tipper Gore, che Bitterman aggredì durante un processo al Congresso. Dopo quindici anni in galera, Larry recuperò l'ultima copia rimasta e la perfezionò per riproporre “Rabbit Rabbit” ancora una volta. Kelley spara a Bitterman mentre Chad brucia l'ultima copia del film e intrappola il regista nella roulotte. Mentre il duo si allontana dal veicolo in fiamme, Larry afferma che non è ancora finita. Quella sera infatti, mentre Chad e Kelley finalmente hanno il loro primo rapporto, “Rabbit Rabbit” viene distribuito su Netflix e altre persone impazziscono: Bitterman ha venduto i diritti della sua creazione.
- Cast: Rhenzy Feliz (Chad), Madison Bailey (Kelley), Ben J. Pierce (Dee), Naomi Grossman (Ruth), Leonardo Cecchi (Milo), Kyle Red Silverstein (Quinn), Amy Grabow, (Tipper Gore), con Adrienne Barbeau (Verna) e John Carroll Lynch (Larry Bitterman).

## La lista dei cattivi
- Titolo originale: The Naughty List
- Diretto da: Max Winkler
- Scritto da: Manny Coto

### Trama
Quattro amici influencer (Zinn, Wyatt, James, e Barry) hanno un canale YouTube dal nome "Bro House". Cinque giorni prima di Natale, assistono e filmano il suicidio di un uomo. Il video viene postato e il giorno successivo gli amici cominciano a perdere numerosi follower. Dopo un fallimentare piano per riconquistare iscritti, i ragazzi decidono di girare un nuovo video al centro commerciale dove Zinn annuncia ai bambini che Babbo Natale non è reale. Questo suscita la rabbia del Babbo Natale presente al centro commerciale. La Vigilia, i ragazzi caricano il nuovo video sebbene Barry consigli di non farlo.
Stanco del criticismo, Wyatt dà in escandescenza e decide di andare a prendersi una birra in garage. Appena apre il frigo, il giovane si rende conto che ha una telecamera puntata su di sé. Attaccato da dietro, gli viene spezzato il collo. La sua morte è stata ripresa e caricata prontamente su internet. Contemporaneamente, Zinn riceve una chiamata da una detective della polizia la quale lo avverte che il Babbo Natale incontrato al centro commerciale è un assassino che ha ucciso il Babbo Natale originale e ne ha preso il posto. La donna vuole quindi che i ragazzi si rechino il giorno dopo in commissariato per lasciare una testimonianza. Appena terminata la chiamata, i ragazzi vedono il video della morte di Wyatt su internet e pensano che si tratti di uno scherzo. Pertanto, Zinn va in cerca dell'amico, ma ad aspettarlo c'è l'assassino che dopo averlo colpito con un bastone lo lega con le luci di Natale e lo getta in piscina, fulminandolo. Anche la morte di Zinn è ripresa e caricata su internet quindi Barry e James cercano di scappare dalla casa ma il Babbo Natale assassino li aspetta sul tetto con una balestra. La testa di James viene trapassata da una freccia, mentre Barry è ferito ad una gamba, ma riesce comunque a rientrare affannosamente in casa. L'ultimo dei ragazzi cerca di avvertire i suoi follower postando un commento, ma non viene creduto. Poco dopo si accorge che dal camino alle sue spalle sta cadendo del liquido: è benzina. Barry cerca di allontanarsi, ma il computer segnala il traguardo dei cinque milioni di follower. Allo stesso tempo, l'assassino dà fuoco alla casa.
L'episodio termina il giorno di Natale quando la detective della polizia scopre che ad ornare l'albero di Natale della "Bro House" vi sono pezzi dei corpi dei quattro giovani. Intanto, il Babbo Natale assassino segue la sua prossima vittima.
- Cast: Kevin McHale (Barry), Nico Greetham (Zinn), Dyllón Burnside (James), Charles Melton (Wyatt), Taneka Johnson (Detective Gibbs) e Danny Trejo (Babbo Natale).

## BA'AL
- Titolo originale: BA'AL
- Diretto da: Sanaa Hamri
- Scritto da: Ali Adler e Manny Coto

### Trama
Liv e Matt sono una giovane coppia che cerca di avere un figlio. Dopo vari tentativi fallimentari presso una clinica specializzata, Liv riceve dalla receptionist Bernadette un totem della fertilità. All'inizio scettica, la ragazza accetta il regalo e la notte stessa lo posiziona sotto il letto come le aveva spiegato Bernadette. Dopodiché, Liv e Matt hanno un rapporto sessuale.
Sedici mesi dopo Liv è madre, ma soffre di depressione post-partum quindi si reca da una psicologa. La ragazza inizia ad avere visioni: dal baby monitor vede un demone (Ba'al) che osserva suo figlio. Allora decide di interrogare Bernadette, la quale le consiglia di fare un rituale per esorcizzare il demone venuto a rapire suo figlio. Purtroppo, durante il rituale, Liv pugnala per sbaglio Matt. La ragazza viene presa in cura in un manicomio. Si scopre che il demone che Liv vedeva dal baby monitor era in realtà un amico di Matt e che faceva tutta parte di un piano architettato dal giovane per far impazzire la sua ragazza, farla internare e ottenere tutti i suoi soldi. Complice di questo piano era anche Bernadette, che si rivela essere amante di Matt. Mentre Matt festeggia con Bernadette e i suoi amici, il vero demone Ba'al compare e uccide tutti tranne Matt che viene incolpato di omicidio e arrestato.
Si scopre alla fine che il rituale di invocazione del demone che Bernadette aveva dato a Liv era reale. La ragazza era riuscita ad evocare il demone dal manicomio e l'aveva inviato a punire Matt e tutti i suoi amici. Alla fine dell'episodio, il demone chiede a Liv di essere liberato e la ragazza accetta di farlo a patto che Ba'al le dia un altro figlio.
- Cast: Billie Lourd (Liv Whitley), Ronen Rubinstein (Matt Webb), Virginia Gardner (Bernadette), Vanessa Williams (Dr. Berger), Michael B. Silver (Dr. Mounds), Kimberley Drummond (Emma), Chad James Buchanan (Rory), Jake Choi (Stan), Misha Gonz-Cirkl (Norma).

## Feroce
- Titolo originale: Feral
- Diretto da: Manny Coto
- Scritto da: Ryan Murphy & Brad Falchuk

### Trama
La famiglia Gantz, composta da Jay, Addy e dal loro piccolo figlio Jacob, va a fare campeggio al parco naturale Kern Canyon su richiesta di Jay. Dopo essersi stabiliti per la notte, durante la quale Addy sente inquietanti versi provenire dalla foresta, Jay e Jacob si allontanano al mattino per pescare, mentre Addy rimane sola e nota una scia di sangue allontanarsi dalle loro tende. Seguendola trova il cadavere di un cervo completamente squarciato su un albero, mentre Jay e Jacob giocano a nascondino tra gli alberi e nel raggio di un secondo il piccolo scompare nel nulla.
Dieci anni dopo, la sparizione di Jacob ha portato alla separazione di Addy e Jay, che non ha mai rinunciato a trovare loro figlio. Quando un cacciatore, Bob Birch, che caccia abitualmente nel parco dove si verificò la tragedia, trova una bussola appartenente a Jacob nei boschi e fotografa quello che sembra essere un ragazzo muoversi tra gli alberi, le speranze di trovarlo si riaccendono. Addy e Jay decidono di ritornare al Kern Canyon con Birch, dovendo però dare al cacciatore 10 000 dollari di riscatto per Jacob, che secondo il cacciatore è stato rapito da dei coltivatori abusivi che stanziano in quei boschi. Prima di arrivare a destinazione raggiungono la stazione del park ranger Stan Vogel, che intima al gruppo di tornare indietro per non imbattersi in cose più pericolose nel bosco. Birch non lo ascolta e insieme ai Gantz giunge al campo dei coltivatori, che vengono trovati orribilmente massacrati. Preso dal panico, Birch rivela che sia la bussola che la foto erano false e che insieme ai coltivatori sperava di derubare i Gantz e farli sparire: detto ciò, tira fuori una pistola e si prepara a ucciderli, quando uno dei corpi sparsi nel campo si sveglia e lo attacca, richiamando da tutt’attorno una moltitudine di creature spaventose che lo divorano vivo, mentre Addy e Jay, ferito da un colpo di pistola di Birch, scappano.
I Gantz tornano alla stazione di Stan, che soccorre Jay e svela che il governo americano ha ideato il sistema di parchi nazionali unicamente per rinchiudere e tenere sotto controllo con forze armate quelli che Vogel chiama la "Feral Nation" (Nazione Selvaggia) cioè dei cannibali selvaggi afflitti da mutazioni e incroci genetici che gli danno un aspetto mostruoso, la cui esistenza è sempre stata tenuta nascosta per scopi capitalistici. Mentre Addy e Jay si rendono conto che Jacob è stato probabilmente divorato anni prima, Stan tenta di chiamare dei rinforzi per attaccare i Ferals, ma viene attaccato da diversi di loro che si introducono nella stazione e lo divorano. Addy e Jay fuggono nella foresta ma vengono accerchiati dalle creature, che si radunano attorno a un trono fatto di teschi sul quale siede il loro leader, un ragazzo che porta al collo una bussola: Jacob. Proprio mentre sembra che i coniugi Gantz possano riunirsi col loro bambino, quest’ultimo li serve in pasto agli altri Ferals.
- Cast: Cody Fern (Stan Vogel), Aaron Tveit (Jay Gantz), Tiffany Dupont (Addy Gantz), Blake Shields (Bob Birch), Colin Tandberg (Jacob Gantz).

## Game Over
- Titolo originale: Game Over
- Diretto da: Liz Friedlander
- Scritto da: Manny Coto

### Trama
L'episodio si apre con l'arrivo alla Murder House di una giovane coppia, Connie e Dylan, entrambi grandi fan della serie American Horror Story, che entrano nella casa per giocare ad un'esperienza guidata chiamata Escape the Murder House, ignari che la casa sia realmente infestata. Dopo essere stati attratti nell'ex-stanza della loro coppia preferita, Tate e Violet, scendono nello scantinato, dove si rendono conto di essere sotto tiro non solo dei fantasmi della casa ma anche di personaggi totalmente estranei alla prigionia della Murder House (Adelaide Langdon, Bloody Face e Twisty il Clown). La coppia viene uccisa e l'intera scena si rivela essere una partita ad un videogame, Escape the Murder House, giocata da un appassionato della serie, Rory, figlio della creatrice del videogioco, Michelle. Dopo che il figlio critica le incongruenze e l'atmosfera poco riuscita del prodotto Michelle si ossessiona col perfezionarlo e di nascosto al figlio e all'ex-marito inizia delle trattative per comprare la vera Murder House, solo per avere una scusa per esplorarla e capire come perfezionare il gioco.
Così, la notte di Halloween, Michelle entra nella casa e incontra il fantasma di Ben Harmon, che crede essere solo un fan che impersona il personaggio. Ben si sfoga con lei sulla sua esistenza ripetitiva e deprimente nella casa e sul rapporto stressante sia con sua moglie, Vivien, che con la sua amante, Hayden. Prima che possa esplorare ancora, Michelle viene attaccata e uccisa da Scarlett e Ruby, appena ricongiuntesi come ogni Halloween. Il 31 ottobre successivo Michelle può finalmente rivedere Rory, furioso per le sue azioni sconsiderate che l'hanno portata alla morte. Rory matura così l'idea di bruciare la Murder House per fare sparire i fantasmi. Così, all'arrivo dell'alba, quando tutti i fantasmi rientrano in casa, Rory getta della benzina sul giardino e sulle mura. Ruby tenta di fermarlo ma viene fermata da Ben e Maya, entrambi desiderosi di avere sollievo e di lasciare la casa. Rory saluta la madre e appicca l'incendio, mentre Scarlett, arrivata troppo tardi dopo essere stata avvisata del pericolo da Ruby, assiste disperata alla scena.
Tre anni dopo, Scarlett, diventata ricca grazie al suo lavoro di sicario, compra un lussuoso appartamento nel condominio costruito dove giaceva la Murder House, bruciata completamente per l'incendio. Come sperato dalla ragazza Ruby le si presenta e svela che con l'incendio tutti i fantasmi della casa tranne lei decisero di passare oltre. Proprio quando le due amanti si ricongiungono, viene svelato che l'intero episodio era in realtà un'altra partita di Escape the Murder House, adesso perfezionato. Rory si congratula con la madre per i miglioramenti fatti e chiede spiegazioni sul destino dei fantasmi nel finale. L'episodio si chiude con un'inquadratura della pallina di Beauregard Langdon che rotola nell'appartamento di Michelle, facendo intuire che la casa potrebbe essere sparita davvero e che alcuni fantasmi siano stati liberati nel mondo dei vivi.
- Cast: Dylan McDermott (Ben Harmon), Sierra McCormick (Scarlett Winslow), Kaia Gerber (Ruby McDaniel), Paris Jackson (Maya), Merrin Dungey (Andi Grant), Mercedes Mason (Michelle), Noah Cyrus (Connie), Adam Hagenbuch (Dylan), Jamie Brewer (Adelaide Langdon), John Brotherton (Mark), Nicolas Bechtel (Rory), Tom Lenk (Tim), Selena Sloan (Erin), Ashely Martin Carter (Rowena), Valerie Loo (Nicole).